# خليج أوريستانو

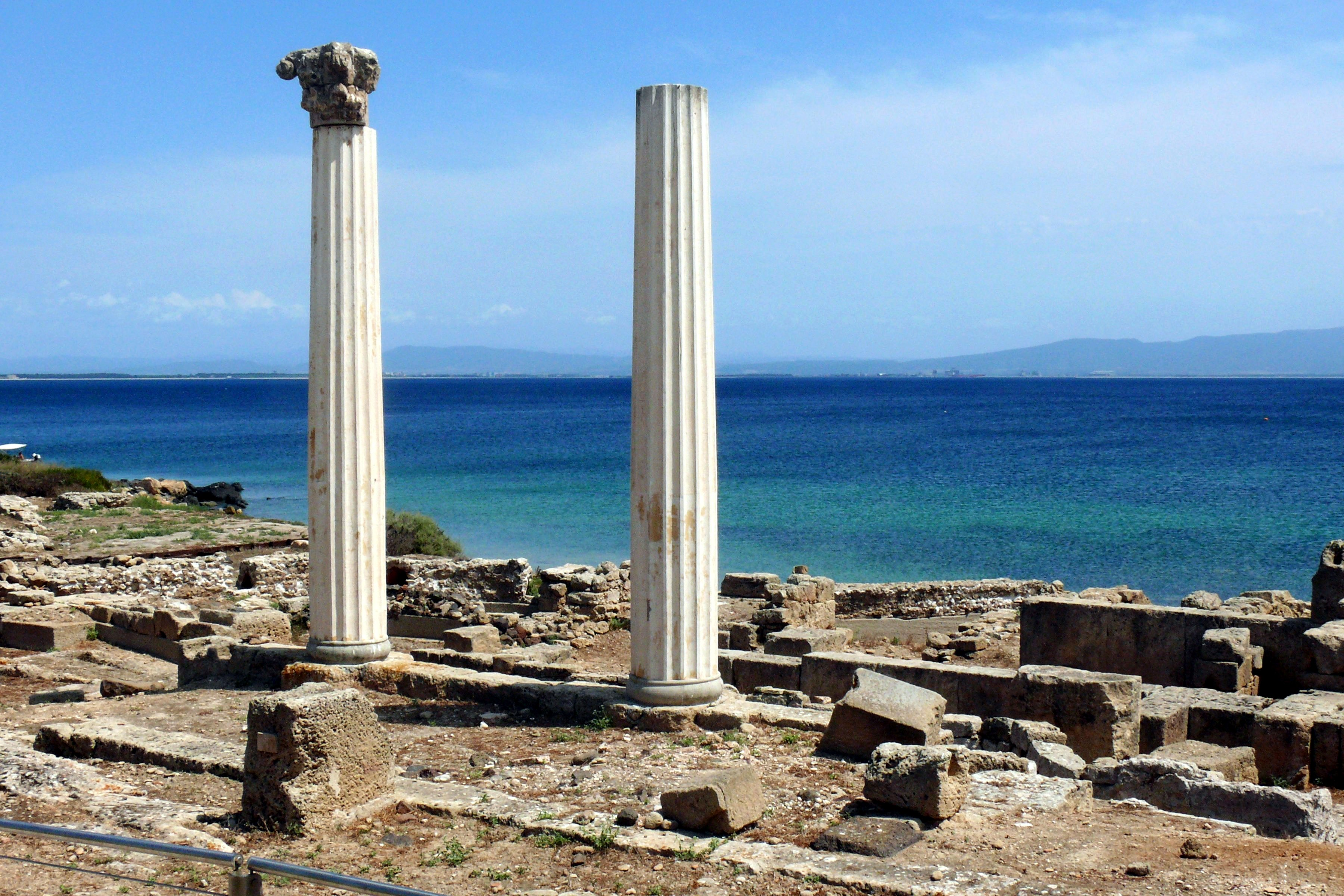

خليج أوريستانو (بالإنجليزية: Gulf of Oristano، بالإيطالية: Golfo di Oristano) هو خليج يقع في بحر سردينيا، بالقرب من مدينة أوريستانو، في ساحل سردينيا الغربي من جمهورية إيطاليا.
يحد الخليج من جهة الشمال جبل كيب سان ماركو، في شبه جزيرة سينيس، ومن الجنوب جبل كيب فراسكا. يطل على الخليج عدد من المحافظات الإيطالية وهي: محافظات أوريستانو وميديو كامبيدانو. بالقرب من منطقة الخليج تقع عدة الأراضي الرطبة مثل ستاغنو دي كابراس، وستاغنو دي مستراس وستاغنو دي سانتا غيوستا.
الأنشطة البشرية الرئيسية التي تمارس في الخليج تتمثل بشكل رئيسي في ممارسة الصيد، وتربية الأسماك، بالإضافة لوجود سوق يتم فيه تصنيع المعلبات المتصلة بصيد الأسماك، بما في ذلك إنتاج بوتارجو. السياحة هي أيضا ذات أهمية متزايدة في الخليج، خاصة في التجمعات السكانية في سان جيوفاني دي سينيس، ومارينا دي توري غراندي وأربوريا يدو.